# Großbirkel-Hungerberg
Großbirkel-Hungerberg ist ein ehemaliges Naturschutzgebiet im Saarpfalz-Kreis im Saarland.
Das Gebiet liegt auf den Gemarkungen von Blieskastels Stadtteilen Altheim und Brenschelbach nahe der deutsch-französischen Grenze im Biosphärenreservat Bliesgau. Zum Naturschutzgebiet wurde das 14 ha große Areal am 20. Mai 1988 ausgewiesen. Im Jahr 2017 wurde das Gebiet in das neu geschaffene Naturschutzgebiet Bickenalbtal integriert.

## Schutzzweck
„Schutzzweck ist die Erhaltung, Förderung und Entwicklung eines Biotopkomplexes mit seltenen und gefährdeten Lebensgemeinschaften auf trockenen, warmen Kalkstandorten und wechselfeuchten bis feuchten Gräben. Insbesondere soll der Bestand an Kalkhalbtrockenrasen geschützt werden.“